# D.I.
I D.I. sono un gruppo hardcore punk statunitense, proveniente dal sud della California.

## Storia
I D.I. vennero fondati nel 1983 da Casey Royer, ex batterista di Social Distortion e The Adolescents, assieme al chitarrista Rikk Agnew, che scegliessero un nome che potesse avere numerosi significati. Se inizialmente all'acronimo D.I. poteva essere dato il significato di Drug Institution, in seguito il gruppo stesso negò questa definizione, pur restando possibilista. Il gruppo ha subito numerosi cambi di formazione e Royer ne è l'unico membro originario rimasto. La band si è sciolta e si è riunita più volte, attualmente sono in attività ed hanno pubblicato nel 2007 On the Western Front, il loro disco in studio più recente.
Nel 1991 partecipano alla creazione di un album tributo ai Ramones, Gabba Gabba Hey, suonando la canzone She's a Sensation.
Nel 1996 gli Slayer reinterpretarono due loro brani: "Spiritual Law" e "Richard Hung Himself", i quali appaiono nel disco Undisputed Attitude (1996).

## Discografia

### Album studio
- 1985 - Ancient Artifacts
- 1985 - Horse Bites Dog Cries
- 1988 - What Good Is Grief to a God?
- 1989 - Tragedy Again
- 1994 - State of Shock
- 2007 - On the Western Front

### Ep
- 1984 - Team Goon

### Live
- 1993 - Live at a Dive

### Raccolte
- 1999 - Short Music for Short People
- 2002 - Caseyology
- 2003 - Best of D.I.